# 8865 Yakiimo
8865 Yakiimo (1992 AF) là một tiểu hành tinh vành đai chính được phát hiện ngày 1 tháng 1 năm 1992 bởi A. Natori và T. Urata ở Trạm quan sát JCPM Yakiimo.